# Mei Hos’ ist in Heidelberg geblieben
Mei Hos’ ist in Heidelberg geblieben ist ein deutsches Filmlustspiel mit Softsex-Einlagen aus dem Jahre 1975 von Hubert Frank.

## Handlung
Der Ur-Bayer Jonathan Schmidinger, der einst nach Texas auswanderte und sich dort John Smith nannte, ist nach vielen Jahren in die alte deutsche Heimat zurückgekehrt, um ein Erbe anzutreten: Sein verblichener Stiefbruder hat ihm im beschaulichen Heidelberg sein Hotel hinterlassen. Kaum zunächst in München angekommen, werden Schmidinger sein Gepäck, wichtige Dokumente und seine Ersparnisse gestohlen. Nach einer kleinen Odyssee auf der Jagd nach seinem entwendeten und inzwischen zweckentfremdeten Hab und Gut – in „seinem“ zurückeroberten Koffer findet sich plötzlich Rauschgift an – erreicht er endlich sein Hotel. Schmidinger will sich einen ersten, unverstellten Eindruck vom Etablissement machen und mietet sich daher inkognito ein.
Rasch muss er zur Kenntnis nehmen, dass der Stiefbruder nichts anderes als ein Freudenhaus betrieben hat. Entsetzt von der allgegenwärtigen Unmoral und dem Laster, das hier den Ton angibt, feuert Schmidinger zunächst einmal sämtliche Prostituierte und das Personal, um aus dem Bordell wieder eine „anständige“ Unterkunft zu machen. Doch die Zuhälter der Damen des horizontalen Gewerbes sind nicht bereit, sich einfach ausbooten zu lassen und beginnen nun, dem Neueigentümer seine „Reinigungsaktion“ heimzuzahlen. Schmidinger wird kurzerhand entführt, in ein Flugzeug verschleppt und mit einem Fallschirm im Alpenvorland abgeworfen. Doch den trifft diese kalte Enteignung nicht schlecht, lernt er doch auf diese Weise seine zukünftige Herzdame kennen. Nach einigen weiteren Zwischenfällen – so hält ihn u. a. ein Dorfpolizist zunächst für einen Spion – eröffnet das glückliche Paar einen Gasthof, der wirklich nichts anderes als eine Herberge ist.

## Produktionsnotizen
Gedreht in Bayern, wurde Mei Hos’ ist in Heidelberg geblieben am 30. Mai 1975 uraufgeführt. Kurz vor Kinostart wurde der Filmtitel in Oh Schreck mei Hos' is weg geändert. Fernsehpremiere war am 20. Juli 1991 auf RTL plus. Der Film wurde 1981 unter dem Titel Jagdrevier der scharfen Gemsen neu herausgebracht.

## Kritiken
Wenigstens ein Rezensent konnte der Klamotte etwas abgewinnen: „Erstaunlich unterhaltsam! Die komödiantische Komponente sorgt für ein angenehmes Sehvergnügen und Moosholzer beweist mit dieser Hauptrolle komödiantisches Talent. Erinnerungen an Zachi Noy werden wach“. Das Lexikon des Internationalen Films fand hingegen nur ein Wort für diese Geschichte: „Sexklamauk“.